# Mycodrosophila bicolor
Mycodrosophila bicolor är en tvåvingeart som beskrevs av Toyohi Okada 1986. Mycodrosophila bicolor ingår i släktet Mycodrosophila och familjen daggflugor. Inga underarter finns listade i Catalogue of Life.